# 波利夫斯凱
波利夫斯凱（romanized: Polivske）是乌克兰第聂伯罗彼得罗夫斯克州卡姆揚斯凱區韋爾希夫采韋市鎮的村庄。2001年人口198。

## 人口
据2001年烏克蘭人口普查，該村人口的母语分別為為：
| 語言        | 百分比 |
| ----------- | ------ |
| 烏克蘭語    | 90.4 % |
| 俄语        | 9.1 %  |
| 其他/未指定 | 0.5 %  |

## 當地名人
- 亞歷山大·波利（1832年—1890年），乌克兰研究员、考古学家。西切斯拉夫州（第聶伯羅州）工业範疇重要人物[2]。村庄的现名来自其家族姓氏。